# Galería Nacional de Indonesia
La Galería Nacional de Indonesia es un museo y galería de arte en Yakarta, Indonesia. La Galería Nacional de Indonesia existe como institución cultural en el campo de las artes visuales desde el 8 de mayo de 1999. La institución juega un papel importante en la expansión de la conciencia pública sobre las obras de arte mediante la preservación y el desarrollo de las artes visuales en Indonesia.

## Historia

### Complejo educativo

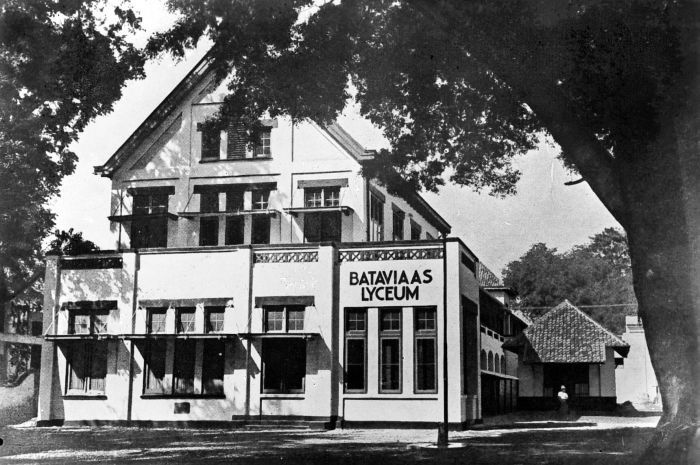
Liceo del CAS, ahora Gedung B de la Galería Nacional de Indonesia.

La dirección original del complejo era Koningsplein Oost No. 14, Batavia. El edificio principal (Gedung A) fue construido en 1817 por GC Van Rijk como Indische Woonhuis (residencia de las Indias) en un estilo colonial de las Indias Orientales Holandesas. Los materiales para la construcción se tomaron de los restos de Kasteel Batavia, un edificio colonial de la ciudad de Yakarta.
En 1900, el complejo se convirtió en una institución educativa (una escuela cívica superior) conocida como Carpentier Alting Stichting (CAS) bajo la autoridad del pastor protestante holandés y prominente francmasón Albertus Samuel Carpentier Alting (1837-1915). La antigua residencia de las Indias (Gedung A) se convirtió en un edificio de dormitorio femenino, mientras que se agregaron varios edificios para mejorar las instalaciones de la escuela: un liceo o escuela primaria (1902, ahora Gedung B de la Galería Nacional); un MULO o escuela secundaria; y una escuela secundaria superior o HBS.
Después de que Indonesia obtuviera su independencia en 1945, el CAS siguió funcionando para servir a la gran comunidad de colonos blancos que quedaba en Yakarta. Sin embargo, el gobierno indonesio obligó a la escuela a admitir estudiantes de todas las razas.
En 1955, el gobierno de Indonesia prohibió todas las actividades relacionadas con la administración colonial holandesa. La institución educativa quedó bajo la autoridad de la Fundación Raden Saleh, que continuó las actividades de CAS y permaneció bajo los auspicios de la masonería.

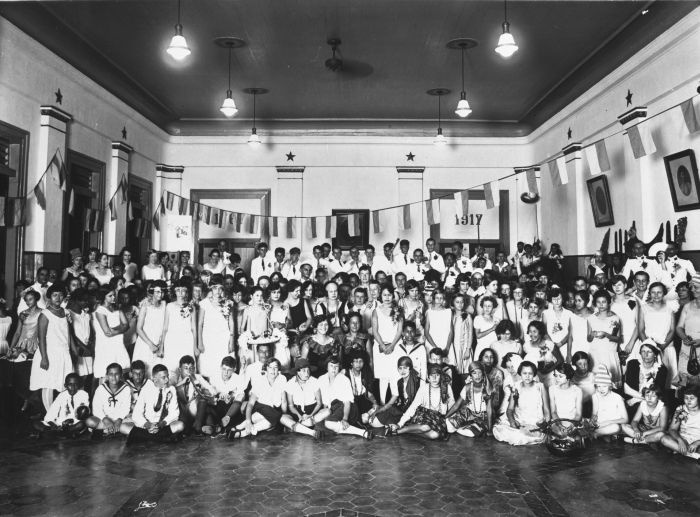
Alumnos de la CAS.

En 1961, todos los estudiantes y profesores holandeses de CAS fueron expulsados por el gobierno de Indonesia, año en el que se abolió la escuela y sus instalaciones se convirtieron en la Escuela primaria estatal n.º 1 y Sekolah Menengah Atas 7, "Escuela secundaria superior 7". En 1962, las autoridades militares emitieron una Carta de Decisión firmada por el presidente Sukarno que prohibía la masonería en Indonesia. Como resultado, la Fundación Raden Saleh se disolvió y el Departamento de Educación y Cultura de la República de Indonesia se hizo cargo de la escuela.
En 1965, el edificio principal se utilizó como sede de la Unidad de Comando de Jóvenes y Estudiantes (Komando Kesatuan Pemuda dan Pelajar Indonesia o KAPPI) que llevó a cabo manifestaciones exigiendo la disolución del Partido Comunista de Indonesia.
Una vez que la situación de seguridad mejoró, el edificio fue utilizado por el ejército indonesio (Tentara Nasional Indonesia Angkatan Darat o TNI/AD) como cuartel general de la Brigada de Infantería Jayasakti bajo los auspicios del Comando Militar Yakarta Raya V ( Komando Daerah Militer V Yakarta Raya: Kodam Jaya).
En 1981, sobre la base de un telegrama del Jefe de Estado Mayor del Ejército (Kepala Staf Angkatan Darat o KSAD) marcado No. 51/1978/1981, y reconfirmado con la Carta de Decisión del Comando Militar Yakarta Raya V No. SKIP / 194/1982, el edificio núcleo fue devuelto al Departamento de Educación y Cultura. Luego, con base en la Resolución del Secretario General de la Secretaría de Educación y Cultura No. 126/F/1982, de fecha 28 de febrero de 1982, se trasladó la gestión de la estructura a la Dirección General de Cultura. Este edificio central (Edificio A) se ha utilizado desde entonces como Edificio de Exposiciones y ahora es la estructura central de la Galería Nacional de Indonesia.

### Establecimiento de la Galería Nacional de Indonesia
La fundación de la Galería Nacional de Indonesia se realizó entre los esfuerzos realizados para establecer el Programa del Centro Nacional de Desarrollo Cultural (Wisma Seni Nasional/Pusat Pengembangan Kebudayaan Nasional) iniciado en la década de 1960.
Mientras espera la realización del Programa del Centro Nacional de Desarrollo Cultural, el Prof. Dr. Fuad Hasan (entonces Ministro de Educación y Cultura) organizó la renovación del edificio para perfeccionar su función como exposición de arte como centro de exhibición de arte cultural y como centro de actividades de apreciación del arte. El edificio renovado se inauguró en 1987.
Después de un intenso cabildeo con las autoridades interesadas a partir de 1995, la institución conocida como Galería Nacional de Indonesia adoptó su forma y función existentes basándose en documentos anteriores. La primera, emitida en 1998, fue la Carta de Decisión N.º 34 del Ministro Coordinador de Desarrollo y Empoderamiento de la Función Pública (Menko Pengawasan Pembangunan dan Pendayagunaan Aparatur Negara) MK/.WASPAN/1998. Esto fue luego confirmado por la Carta de Decisión del Departamento de Educación y Cultura No. 099a / 0/1998, y el edificio se inauguró el 8 de mayo de 1999.
La estructura inicial de la Galería Nacional de Indonesia (Carta de decisión del Departamento de Educación y Cultura núm. 099a/0/1998) se ha modificado varias veces, como se refleja en el documento BP BUDPAR núm. Kep.07/BPBUDPAR/2002, que luego se introdujo en línea con las políticas del Ministerio de Cultura y Turismo. Este último cambio organizativo se debió al cambio administrativo del Ministerio de Cultura y Turismo en el Departamento de Cultura y Turismo bajo los documentos km.55/OT.001/MPK/2003 y, más recientemente, Carta de Decisión del Ministro de Cultura y Turismo. No. PM.41/OT.002/MPK – 2006.

## Colección
Hoy en día, el museo alberga 1770 obras de arte de artistas indonesios y extranjeros, entre los más notables se encuentran los artistas indonesios Raden Saleh, Affandi, Basuki Abdullah, y también algunos artistas extranjeros como Wassily Kandinsky, Hans Hartung, Victor Vasarely, Sonia Delaunay, Pierre Soulages y Zao Wou Ki.